# Bla Bla Baby
Bla Bla Baby è un film italiano del 2022 diretto da Fausto Brizzi.

## Trama
Luca è un uomo di quarantacinque anni costretto a lavorare in un asilo nido aziendale insieme alle colleghe Celeste e Doriana, dopo una vita a inseguire il successo senza alcun risultato. I tre, ogni giorno, si trovano ad affrontare i piccoli dei dipendenti della Green Light, tra continui pianti, urla e l’impossibilità di instaurare un vero rapporto di comunicazione con i bambini, incapaci di parlare. O almeno così, fino al giorno in cui Luca, a casa dell’amico e scienziato Ivano, mangia un omogeneizzato alla platessa “contaminato” e appena ritirato dal commercio.
Il giorno successivo, tornato all’asilo dopo una notte insonne, le voci incomprensibili dei bambini diventano per lui parole di senso compiuto: con suo grande stupore, li sente parlare.

## Distribuzione
Il film è stato distribuito nelle sale cinematografiche italiane a partire dal 7 aprile 2022.